# Revue internationale de psychosociologie
La Revue internationale de psychosociologie (ou RIP) est une revue scientifique française qui publie des articles dans le domaine de la psychosociologie.

## Présentation
Fondée en 1994 par le CIRFIP, la Revue internationale de psychosociologie est actuellement éditée par les éditions ESKA, à raison de trois numéros par an. À destination d'un public intéressé par le développement humain et social, la RIP est disponible sur le portail Cairn.info depuis 2001.
La revue est recensée comme revue référente en économie par l'AÉRES et est également référencée dans la base de revues Mir@bel et par JournalBase la base du CNRS.